# Okrug Cayuga, New York
Okrug Cayuga (engleski: Cayuga County) je okrug u američkoj saveznoj državi New York. Prema popisu stanovništva iz 2000. godine, u ovom okrugu živi oko 80.000 stanovnika. Okrug je nazvan po indijanskom narodu Cayuga. Sjedište okruga je Auburn.

## Zemljopis
Okrug Cayuga nalazi se na zapadusredišnjeg dijela države New York, u području Finger Lakes.
Okruzi koji graniče s Cayugom su:
- Okrug Oswego, New York - na sjeveroistoku
- Okrug Onondaga, New York - na istoku
- Okrug Cortland, New York - na jugoistoku
- Okrug Tompkins, New York - na jugu
- Okrug Seneca, New York - na zapadu
- Okrug Wayne, New York - na zapadu

## Stanovništvo
Prema popisu stanovništva iz 2000. godine, u okrugu Cayuga živjelo je 81.963 osobe u 30.558 kućanstva. 93,34% stanovništva okruga čine bijelci. Glavne etničke skupine su : Irci (16,3%), Englezi (16,0%), Talijani (15,7%) i Nijemci (11,3%).

## Vanjske poveznice
- Službena stranica okruga  Arhivirana inačica izvorne stranice od 18. siječnja 2020. (Wayback Machine)